# Marnardal
Marnardal – norweskie miasto i gmina leżąca w regionie Vest-Agder.
Marnardal jest 239. norweską gminą pod względem powierzchni.
W mieście jest stacja kolejowa Marnardal.

## Demografia
W 2005 gminę zamieszkiwało 2167 osób. Gęstość zaludnienia wynosiła 5,45 os./km². Pod względem zaludnienia Marnardal zajmuje 326. miejsce wśród norweskich gmin.
| ludność stan na 1 stycznia 2005 |         |           |       |
|                                 | kobiety | mężczyźni | razem |
| osób                            | 1089    | 1078      | 2167  |
| %                               | 50,25%  | 49,75%    | 100%  |

| wykształcenie stan na 1 października 2004 |        |         |        |        |
|                                           | podst. | średnie | wyższe | niezn. |
| osób                                      | 342    | 1067    | 218    | 49     |
| %                                         | 20,41% | 63,66%  | 13,01% | 2,92%  |

## Edukacja
Według danych z 1 października 2004:
- liczba szkół podstawowych (norw. grunnskolar): 3
- liczba uczniów szkół podst.: 353

## Władze gminy
Według danych na rok 2011 administratorem gminy (norw. rådmann) jest Hans S. Stusvik, natomiast burmistrzem (norw. ordfører, d. borgermester) jest Helge Sandåker.